# Parque Solar Ituverava

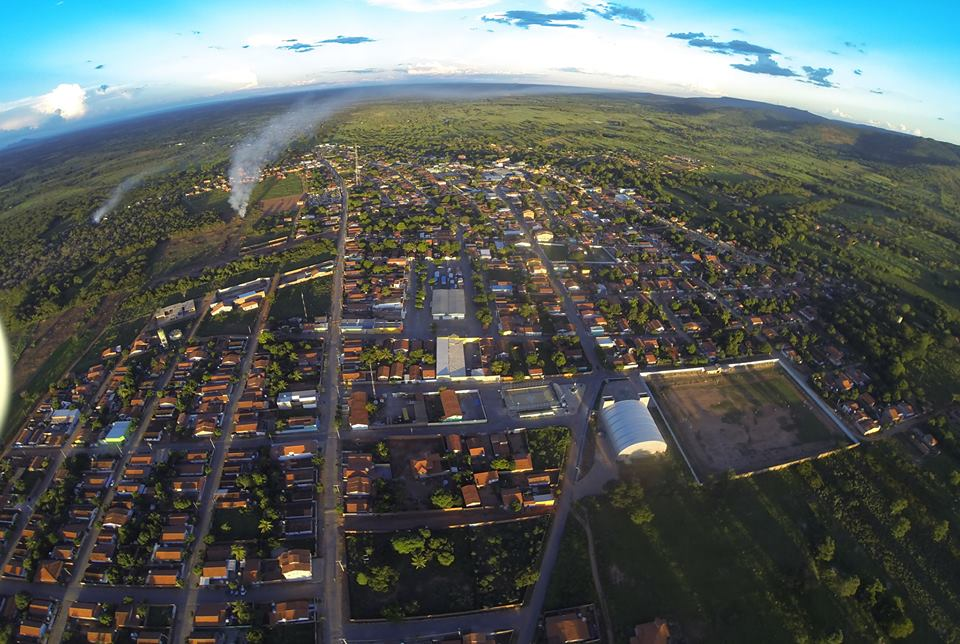
A cidade Tabocas do Brejo Velho (BA)

O Parque Solar Ituverava é uma usina solar localiza em Tabocas do Brejo Velho, no extremo oeste baiano, a 800 km de Salvador, sendo uma das maiores plantas de geração solar da América Latina, com capacidade de 254 MW.

## Capacidade Energética
O Parque Ituverava é capaz de produzir 550 GWh por ano, energia suficiente para abastecer cerca de 268 mil famílias. Composto por 850 mil painéis solares, Ituverava ocupa uma área de 579 hectares, o equivalente a 700 campos de futebol, com um investimento de 400 milhões de dólares, entrando em operação em agosto de 2017.
Estima-se que o parque evitará a emissão de 318 mil toneladas de CO2 a cada ano.

## Propriedade
No Brasil, a Enel é o maior operador de energia solar e eólica do Brasil em termos de capacidade instalada, gerenciando ao todo uma capacidade renovável total de mais de 4,3 GW, dos quais mais de 1,8 GW são de fonte eólica, cerca de 1,2 GW são de fonte solar e cerca de 1,3 GW de hidro.